# 54862 Sundaigakuen
54862 Sundaigakuen è un asteroide della fascia principale. Scoperto nel 2001, presenta un'orbita caratterizzata da un semiasse maggiore pari a 2,4518976 UA e da un'eccentricità di 0,1896279, inclinata di 4,95234° rispetto all'eclittica.
L'asteroide è dedicato all'omonima scuola superiore di Tokyo dove ha studiato lo scopritore.